# Tordinci
Tordinci su općina u Vukovarsko-srijemskoj županiji, Hrvatska

## Stanovništvo
Prema popisu stanovništva iz 2011. godine samo naselje je imalo 739 stanovnika, a cijela općina 2032 stanovnika.
| broj stanovnika | 2881  | 3168  | 2533  | 2826  | 2949  | 3074  | 2968  | 3084  | 3272  | 3366  | 3334  | 3166  | 2906  | 2868  | 2251  | 2032  | 1657  |
|                 | 1857. | 1869. | 1880. | 1890. | 1900. | 1910. | 1921. | 1931. | 1948. | 1953. | 1961. | 1971. | 1981. | 1991. | 2001. | 2011. | 2021. |

| broj stanovnika | 1125  | 1229  | 981   | 1189  | 1359  | 1380  | 1317  | 1252  | 1357  | 1344  | 1341  | 1212  | 1046  | 1017  | 836   | 739   | 594   |
|                 | 1857. | 1869. | 1880. | 1890. | 1900. | 1910. | 1921. | 1931. | 1948. | 1953. | 1961. | 1971. | 1981. | 1991. | 2001. | 2011. | 2021. |

## Uprava
Općina Tordinci se sastoji od naselja:

- Tordinci,
- Antin,
- Korog i
- Mlaka Antinska

## Povijest
U sačuvanim povijesnim ispravama Tordinci se spominju prvi put godine 1269. godine, tada su žitelji toga sela bili “jobagiones” tj. kraljevi udvornici. Oni su svake godine morali jedan dio svojega prihoda slati u Budim za kraljev dvor. Crkva je u Tordincima postojala već 1305.godine Da je to selo bilo oveće razabiremo iz količine crkvenog poreza, što ga je godine 1333., 1334. i 1335. u Tordincima ubrao papin legat. On u svojem iskazu spominje, da je tada u Tordincima bio župnik Toma. 
Tijekom 14. i 15. stoljeća pripada veći dio tordinačkoga zemljišta velikaškoj obitelji Osl, koja je inače posjedovala znatna imanja u zapadnoj Ugarskoj. Obitelj Osl provela je godine 1359. diobu svojih imanja. Iz ove isprave doznajemo imena nekih njihovih kmetova u Tordincima. Kako ovi kmetovi nose hrvatska narodna imena, smijemo zaključiti, da su Tordinčani godine 1359. bili čisti Hrvati, premda njihovo selo nosi madžarski korijen "Tord", koji je možda nastao od hrvatskog imena "Tvrd". Nadalje doznajemo iz spomenute isprave da je u Tordincima bila Župna crkva sv. Petra i Pavla. Ona je stajala na trgu, koji se nalazio na raskrižju dviju ulica. 
Drugi put su članovi obitelji Osl proveli diobu svojih imanja godine 1422. Isprava o toj diobi dokazuje, da su tada na području Tordinaca postojale potpune 44 sesije tj. kmetska selišta. Osim kmetova stanovahu godine 1422. u Tordincima također neki plemićki službenici, koji su posjedovali oko 15 sesija zemlje. 
Kada su Turci godine 1520. zauzeli Vukovar, došlo je pod njihovu vlast i selo Tordinci. Kako je u Tordincima sredinom 16. stoljeća nestalo župnika, počeli su ondje kalvinski propovjednici nagovarati seljake, da ostave katoličku crkvu. Turci nisu takvu agitaciju ometali, jer su i onako mrzili rimskoga papu, koji europske vladare nagovara na rat protiv Turske. Tako je kalvinima zaista uspjelo prevesti Tordinčane u svoju vjeru. U Tordincima je osnovana kalvinska župa, koja je postala središtem kalvinizma na području donjega toka rijeke Vuke. Prvim je župnikom u Tordincima postao neki franjevac, koji je otpao od katoličke vjere. Kalvinstvo su prigrlili svi Mađari u okolici Tordinaca, ali također i brojni Hrvati u Vukovaru i u sus.jednim mjestima: Antinu, Bogdanovcima, Ceriću, Marincima, Negoslacima, Nuštru, Petrovcima i u Vinkovcima. Na tom je području moglo početkom 17. stoljeća biti oko 200 kuća s 1.500 žitelja. 
Nastojanjem katoličkoga svećenika Šimuna Matkovića vratilo se do godine 1612. u katoličku crkvu nekoliko obitelji u Tordincima, a još više u okolnim mjestima. Turci su iz Vukovara i susjednih mjesta bili prvi put protjerani godine 1687. kada je u Tordincima bilo oko 60 kuća. Turci se vratiše natrag godine 1690., ali su već naredne godine 1691. bili ponovno otjerani. Za tih borbi nisu Tordinčani toliko stradali koliko katolički žitelji obližnjih sela. Čim su pak Turci konačno napustili Slavoniju počeli su mnogi kalvini u okolici Vukovara, Osijeka i Valpova prelaziti u katoličku crkvu. Dok su Mađari i nadalje ostali kalvini, svi su Hrvati napustili kalvinizam osim jednoga dijela Tordinčana. Tako je nestalo kalvinskih župa u hrvatskim selima po Slavoniji i Srijemu. Nije se mogla održati niti kalvinska župa u Tordincima. Kalvini toga sela spadahu pod mađarsku župu u Korođu, te su 1868. godine obnovili svoju župu u Tordincima.  Katolički žitelji Tordinaca svake su godine bivali sve brojniji. Oni su isprva spadali pod franjevačku župu u Vukovaru; ali su već godine 1737. osnovali posebnu katoličku župu u Tordincima, gdje su godine 1738. sagradili i župnu crkvu presv. Trojstva. Području katoličke župe u Tordincima pridijeljeno je i susjedno selo Antin. Partronat tordinačke župe pripada vukovarskom vlastelinstvu.
Tordinci su teško stradali u velikosrpskoj agresiji na Hrvatsku. Prvi napad na Tordince bio je 6. rujna 1991. godine. Hrvatske su snage u blizini Tordinaca odbile velikosrpski napad. Agresor je pretrpio velike gubitke. Padom susjednog sela Antina u okupatorske ruke, Tordinci su došli u težak položaj jer su se našli u potpunom okruženju. 25. listopada 1991. bio je najveći agresorski napad na selo. Velikosrbi su napali iz više smjerova i pretrpili velike gubitke u toj bitci. Poslijeratne informacije govorile su o 180-200 vojnika JNA, šest tenkova, tri transportera i još je jedan dio tenkova onesposobljen. Frustrirani neuspjehom, nakon napada, agresori su odlučili pobiti civile iz Antina koje su do tada mirno držali u zarobljeništvu. Hrvatske snage povukle su se zbog nedostatka protuoklopnog naoružanja, a velikosrpski agresor zauzeo je selo tek u narednih dan-dva. Uslijedio je niz zločina. Agresori su tih dana ubili 22 (dvadeset i dva) civila, dio Hrvata odveli u logor Begejce u Srbiju. Ubijene Hrvate iz cijele tordinačke župe (Tordinci, Antin, Ćelije, Korođ) pokapali su u Tordincima. Poslije je u selu pronađena masovna grobnica s 208 (dvjesto i osam) ubijenih Hrvata, koji su ubačeni bez ukopa u jamu, s uginulim životinjama. Susjedna sela tordinačke župe također su bila masovnih grobnica. Pronađene su jame: u Antinu sa sedamnaest (17 ubijenih Hrvata, u Ćelijama s trideset i dva (32) Hrvata i u Korođu s četvero (4) civila.
Masovna grobnica iz Domovinskog rata nalazi se ispred crkve Presvetog Trojstva. U njoj je 13 godina poslije pokolja ekshumirano 208 žrtava srpske agresije. (vidi popis masovnih zločina nad Hrvatima u Domovinskom ratu).

## Poznate osobe
- Milan Štrljić, glumac

## Obrazovanje
U Tordincima djeluje Osnovna škola Tordinci, koja u svom sastavu ima i četverogodišnju Područnu školu Antin. Osnovnu školu pohađa oko 200 učenika, od toga 150 u Tordincima i 50 u Antinu. Na području općine djeluje i škola ma mađarskom jeziku u Korođu koju pohađa dvadesetak učenika. Na području općine ima i stotinjak srednjoškolaca koji pohađaju škole u Vinkovcima i Osijeku. Za pohvaliti je i nemali broj studenata. Njih pedesetak studiraju na različitim fakultetima u Zagrebu i Osijeku.

## Vjerske zajednice
- Protestantska reformirana kršćanska crkva u Republici Hrvatskoj
- Rimokatolička župa Presvetog Trojstva
- Crkva Božja u Republici Hrvatskoj, crkvena općina Antin/Tordinci

## Kultura
U Općini Tordinci djeluju tri kulturno umjetnička društva: 
- KUD "Zrinski" iz Tordinaca,
- KUD Lela i Vladimir Matanović iz Antina
- KUD "Ady Endre" iz Korođa.

## Šport
- NK Zrinski Tordinci